# Monzelfeld
Monzelfeld är en kommun och ort i Landkreis Bernkastel-Wittlich i förbundslandet Rheinland-Pfalz i Tyskland.
Kommunen ingår i kommunalförbundet Verbandsgemeinde Bernkastel-Kues tillsammans med ytterligare 22 kommuner.